# Jan Fryderyk Heurich

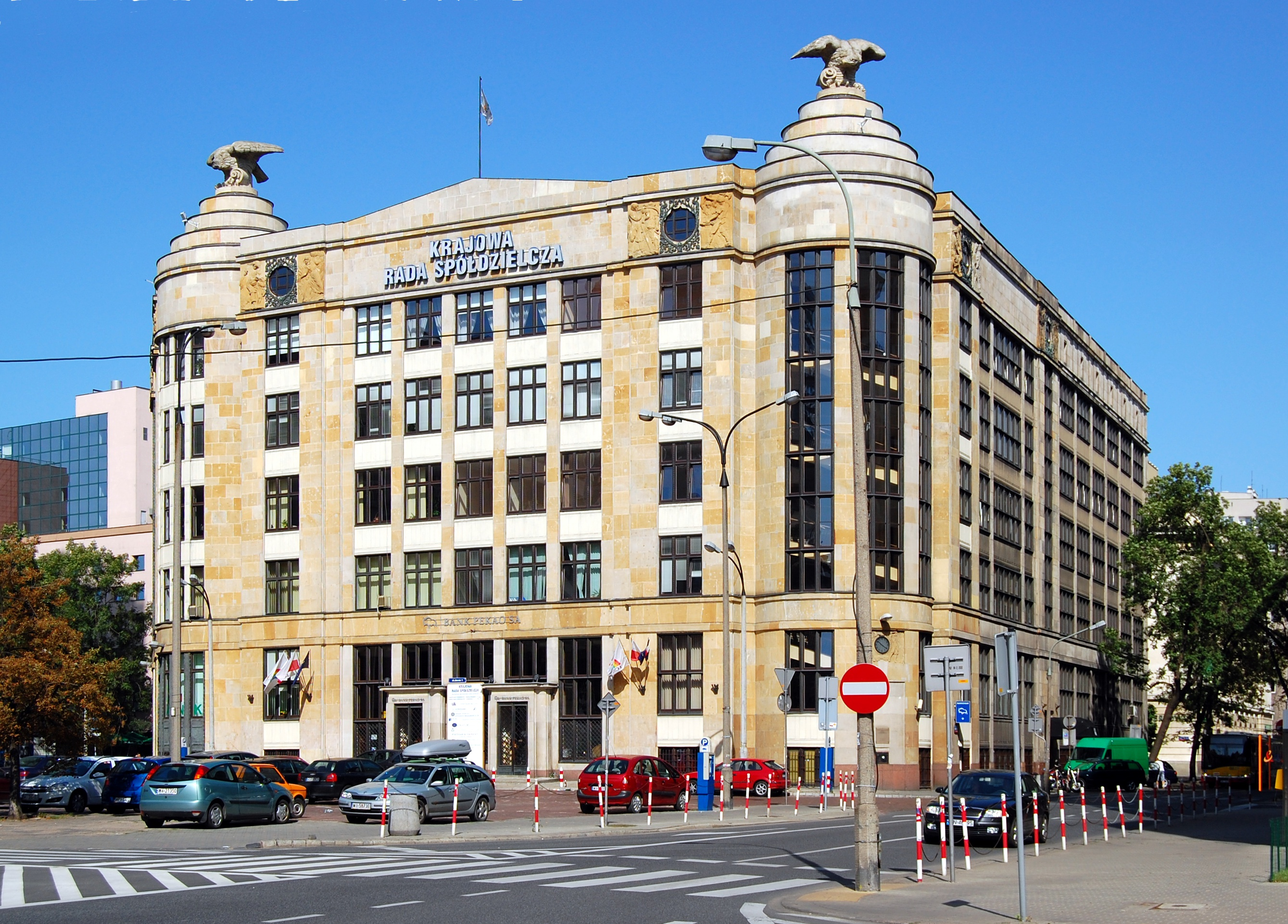
Dom Pod Orłami w Warszawie

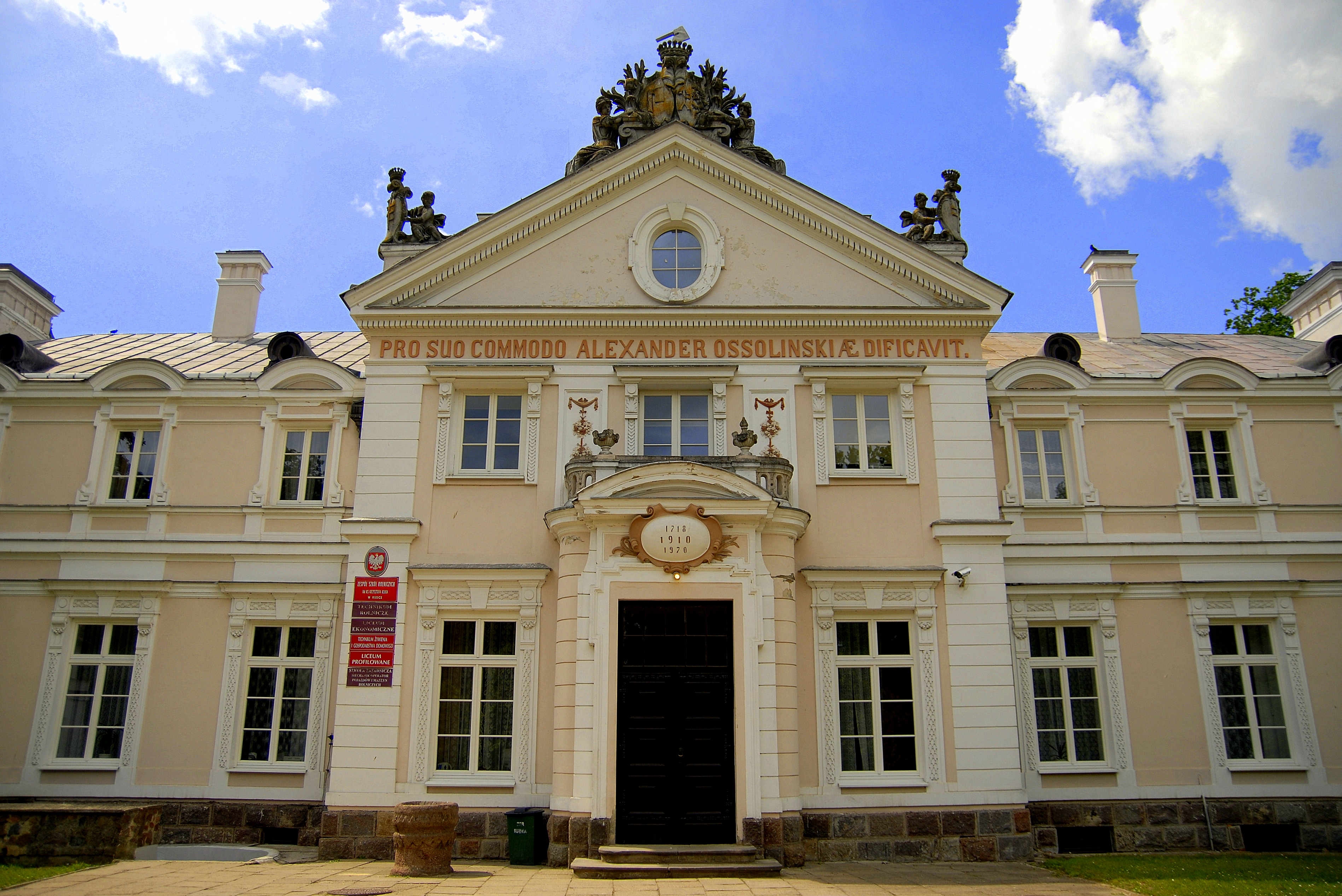
Rudka, fronton pałacu

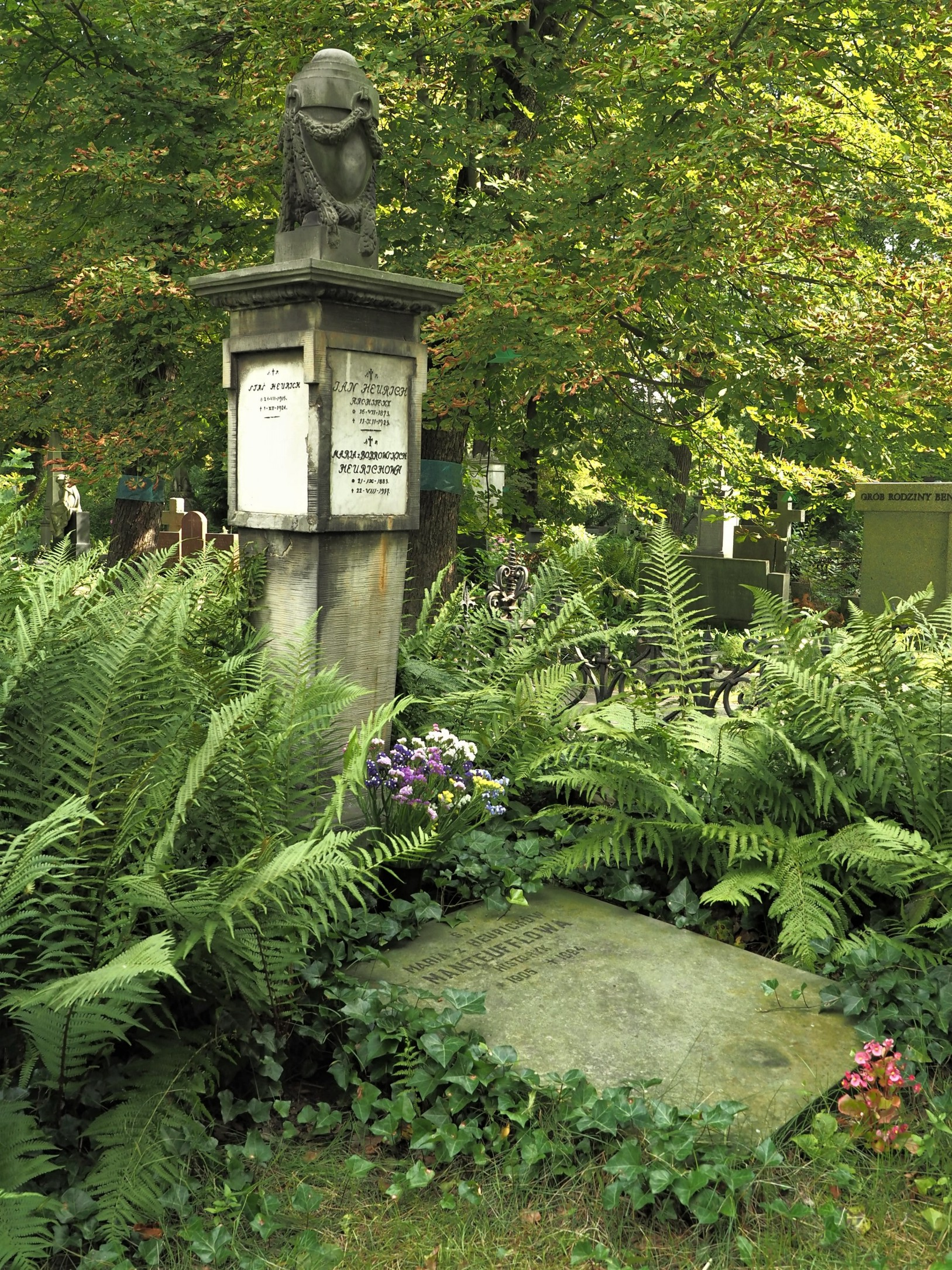
Grób Jana Heuricha na cmentarzu ewangelicko-augsburskim w Warszawie (przed renowacją)

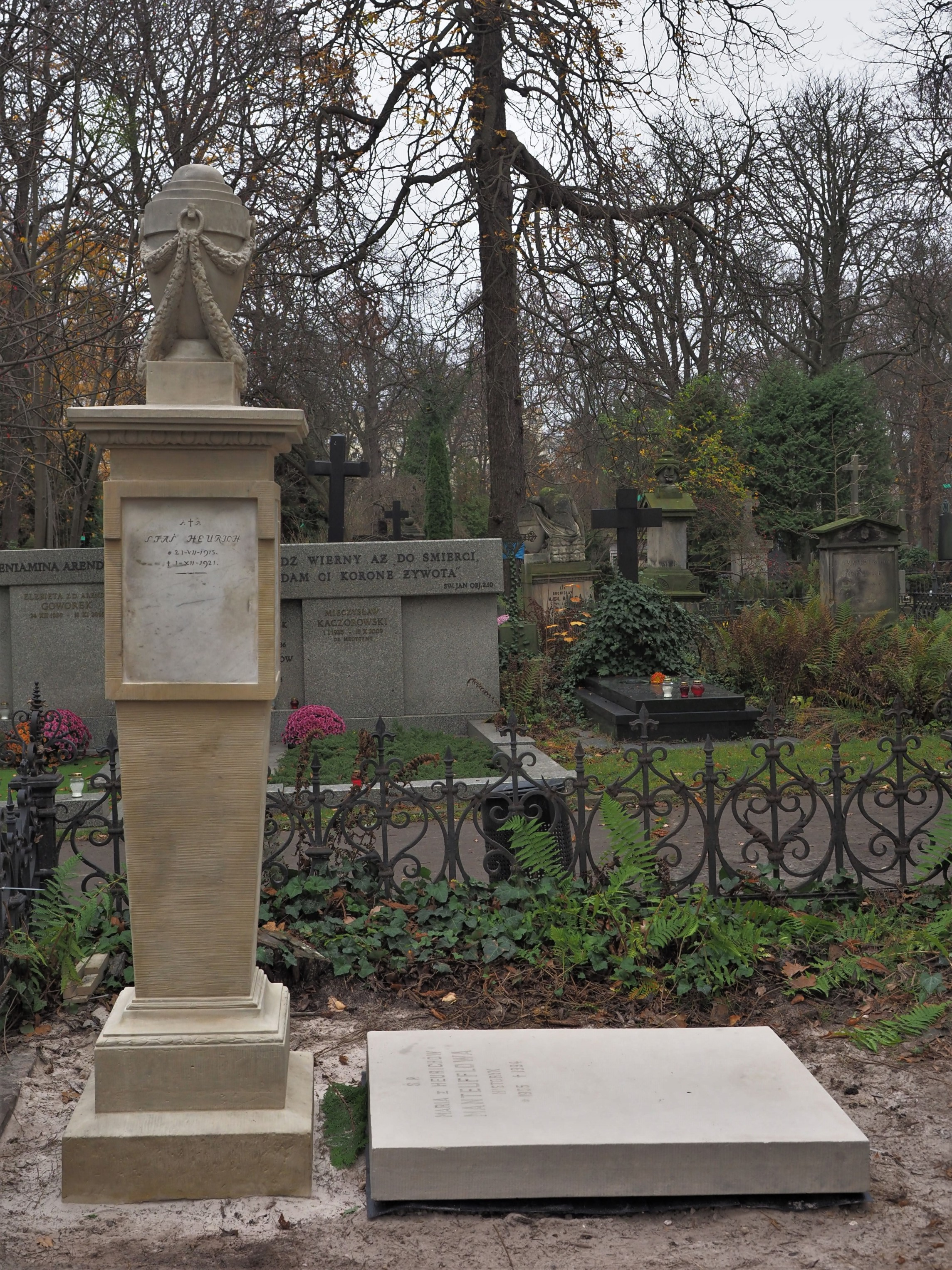
Grób Jana Heuricha na cmentarzu ewangelicko-augsburskim w Warszawie (po renowacji w 2022)

Jan Fryderyk Heurich, Jan Heurich młodszy (ur. 16 lipca 1873 w Warszawie, zm. 11 grudnia 1925 tamże) – polski architekt, przedstawiciel historyzmu i wczesnego modernizmu, w latach 1920–1921 minister sztuki i kultury; syn Jana Kacpra.

## Życiorys
Urodził się w artystycznej rodzinie. Ojciec Jan był sławnym architektem, a dziadek znakomitym artystą rzemieślnikiem. Matka Bronisława z Lilpopów była siostrą znanego budowniczego warszawskiego Edwarda Lilpopa. W 1889 r. Heurich ukończył Szkołę Realną Wojciecha Górskiego w Warszawie. Studiował na Cesarskiej Akademii Sztuk Pięknych w Petersburgu. W 1896 r. Heurich uzyskał stopień artysty architekta. Dzięki otrzymanemu stypendium zwiedził Anglię, Niemcy, Włochy, Francję i północną Afrykę. W 1899 r. powrócił do kraju i osiedlił się na stałe w Warszawie.

### Działalność społeczna
Od 1900 r. do 1918 r. był członkiem komitetu, a następnie Zarządu Muzeum Rzemiosła i Sztuki Stosowanej oraz jednym z założycieli otwartej w 1904 r. Warszawskiej Szkoły Sztuk Pięknych. Przez szereg lat wchodził w skład Komitetu Towarzystwa Zachęty Sztuk Pięknych. Należał do rady Muzeum Narodowego. Stał na czele Koła Architektów w Warszawie. W latach 1907–1918 był członkiem redakcji „Przeglądu Technicznego”.

### Architekt
Głównie realizował zamówienia klientów ziemiańsko-arystokratycznych. W 1900 r. opracował wnętrza gotyckiego kościoła w Krakinowie na Żmudzi. Od 1902 r. otrzymywał zlecenia na przebudowę wielu dworów i pałaców, m.in. w Dłużewie, Milejowie, Chylynie, Chowicach, Koźminku, Luzynie. W swoich projektach nawiązywał do architektury wiejskiej i sztuki zakopiańskiej. Zaprojektował i zrealizował budowę willi w Konstancinie i Milanówku oraz w Warszawie. Projektował szereg kamienic w Warszawie, w tym dom Raczyńskich na pl. Małachowskiego. Był autorem projektu elewacji Biblioteki Publicznej przy ul. Koszykowej oraz gmachu Towarzystwa Higienicznego przy ul. Karowej w Warszawie. Nie udało mu się zrealizować projektu Muzeum Narodowego, gdyż zmarł.

### Kariera naukowa
W latach 1900–1905 Heurich wykładał w Szkole Technicznej Edwarda Świecimskiego oraz Szkole Technicznej Wawelberga i Rotwanda. Następnie pracował jako wykładowca form architektonicznych w ramach Kursów Politechnicznych na Wydziale Technicznym (1906-1907) w Warszawie. Natomiast w okresie 1907-1908 pracował w sekcji Technicznej Towarzystwa Kursów Naukowych w Warszawie, których był członkiem od 1908 do 1916.
Heurich był jednym z tłumaczy i redaktorów wydanego od 1905 r. do 1908 r. podręcznika Technik. W 1922 r. wszedł w skład komitetu budowy gmachów szkolnych powołanego przez magistrat Warszawy, a w 1924 r. objął przewodniczenie Radzie Artystycznej przy magistracie warszawskim.
Współtworzył Wydział Architektury Politechniki Warszawskiej. Był jednym z organizatorów reaktywowanej Szkoły Sztuk Pięknych w Warszawie. Przewodniczył Radzie Artystycznej przy Magistracie, stał na czele Koła architektów Warszawskiego Stowarzyszenia Techników, był członkiem Towarzystwa Zachęty Sztuk Pięknych.

### Kariera polityczna
W odpowiedzi na deklarację wodza naczelnego wojsk rosyjskich wielkiego księcia Mikołaja Mikołajewicza Romanowa z 14 sierpnia 1914, podpisał telegram dziękczynny, głoszący m.in., że krew synów Polski, przelana łącznie z krwią synów Rosyi w walce ze wspólnym wrogiem, stanie się największą rękojmią nowego życia w pokoju i przyjaźni dwóch narodów słowiańskich. 
Po wycofaniu się władz rosyjskich wszedł w skład Komitetu Obywatelskiego miasta stołecznego Warszawy, gdzie przewodniczył sekcji budowlanej. W tym czasie brał udział w organizacji Wydziału Architektury na Politechnice Warszawskiej. W 1915 r. został powołany do prezydium sekcji budownictwa magistratu miasta Warszawy. W latach 1916–1917 przewodniczył Wydziałowi Budowlanemu w Radzie Głównej Opiekuńczej. Od 1916 r. zasiadał w Radzie Miejskiej. W 1917 r objął stanowisko dyrektora Komisji Odbudowy Kraju w Departamencie Gospodarstwa Społecznego Tymczasowej Rady Stanu. Z jego inicjatywy powołano w Ministerstwie Wyznań Religijnych i Oświecenia Publicznego Referat Sztuki, gdzie pełnił funkcję kierownika, a po reorganizacjach także szefował Departamentowi Sztuki w MWRiOP. W tym czasie podjął działania mające na celu ochronę zabytków. Z jego inicjatywy w lutym 1918 r. powstał Referat Zabytków Artystycznych Przeszłości i Muzeów.
Po odzyskaniu niepodległości, w nowo powstałym Ministerstwie Sztuki i Kultury (5 grudnia 1918 r.), objął kierownictwo sekcji sztuk plastycznych w randze podsekretarza stanu. W zastępstwie ministra sztuki i kultury podpisał w styczniu 1920 r. rozporządzenie o podziale obszaru byłego zaboru rosyjskiego na okręgi konserwatorskie. Po ustąpieniu ministra Zenona Przesmyckiego od 13 grudnia 1919 r. do 9 czerwca 1920 r. nadzorował pracę ministerstwa, a od 24 lipca 1920 r. został formalnie mianowany kierownikiem MSiK w pierwszym rządzie Wincentego Witosa. Za szefostwa Heuricha prowadzono prace nad reorganizacją resortu polegające na przekształceniu go w urząd. Spotkało się to z protestami środowisk artystycznych oraz politycznych. Do obrońców ministerstwa należeli m.in. posłowie lewicy. Prawica popierała zmiany, uznając, że nie wpłyną one zasadniczo na funkcjonowanie państwa i jego zadania. Heurich odszedł z ministerstwa 11 lipca 1921 r. 
Zmarł 11 grudnia 1925 r. Został pochowany na cmentarzu ewangelicko-augsburskim w Warszawie (al. E/1/1). W 2022 roku Fundacja Dziedzictwa Kulturowego odnowiła jego nagrobek, dzięki wsparciu finansowemu Kancelarii Prezesa Rady Ministrów.

### Małżeństwo i dzieci
Był żonaty z Marią z d. Bobrowską, z którą miał dwóch synów i dwie córki, m.in. Marię Manteufflową.

## Prace
Był autorem projektów wielu gmachów użyteczności publicznej w Warszawie m.in.:
- kamienicy Krasińskich przy pl. Małachowskiego,
- Banku Towarzystw Spółdzielczych (Domu Pod Orłami),
- Towarzystwa Higienicznego przy Karowej,
- Biblioteki Publicznej m.st. Warszawy,
- przebudowy Banku Handlowego przy ul. Traugutta 7/9.

Poza Warszawą zaprojektował m.in.:
- pałac Ossolińskich w Rudce,
- przebudowany dwór wiejski dla Marii z Mielęckich i jej męża przemysłowca Tadeusza Hantkego w Koźminku (1906-1907),
- odbudowany po pożarze dworzec kolejowy w Skierniewicach w stylu gotyku angielskiego (1914),
- pałac Potockich w Złotym Potoku (razem z Zygmuntem Hendlem),
- dwór w Dłużewie nawiązujący do architektury klasycystycznej przełomu XVIII i XIX wieku. (Projekt dworu zyskał uznanie w oczach wielu uczestników wystawy „Dwór polski”, która miała miejsce w 1904 w Salonie Krywulta w Warszawie, a sam Jan Heurich – wyróżnienie. W opinii wielu znawców sztuki dwór w Dłużewie zapoczątkował styl polski w architekturze siedzib ziemiańskich na terenie zaboru rosyjskiego[10].
- kaplicę w pałacu w Kozłówce,
- most w Lublinie na Bystrzycy (łączy ulicę Zamojską z 1-go Maja), wzorując się na paryskim moście St. Severin,
- willę „Podlasianka” w Konstancinie, ul. Żeromskiego 13; obecnie rezydencja ambasadora Rosji,

## Ordery i odznaczenia
- Krzyż Komandorski Orderu Odrodzenia Polski – 2 maja 1923 „w uznaniu zasług, położonych dla Rzeczypospolitej Polskiej na polu architektury i pracy obywatelskiej”[11][12]